# Castelo Old Slains

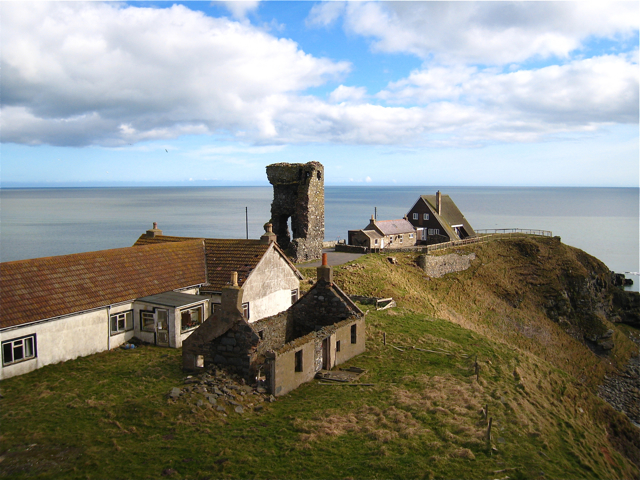
Imagem do Castelo Old Slains na Escócia

O Castelo Old Slains (em inglês:  Old Slains Castle) é um castelo do século XIV atualmente em ruínas localizado em Slains, Aberdeenshire, Escócia.

## História
O castelo está fixado numa península e parece ter sido o primeiro exemplo do novo tipo de torre erigida no século XIV.
Destruído em 1594, segundo ordens do Rei Jaime I.